# Ла Пјана-II Трато (Фрозиноне)
Ла Пјана-II Трато је насеље у Италији у округу Фрозиноне, региону Лацио.
Према процени из 2011. у насељу је живело 12 становника. Насеље се налази на надморској висини од 154 м.